# Dem
Dem é uma povoação portuguesa sede da Freguesia de Dem do Município de Caminha, freguesia com 6,43 km² de área e 309 habitantes (censo de 2021), tendo, por isso, uma densidade populacional de 48,1 hab./km².
A freguesia foi criada através do Decreto Lei nº 48 590 de 26 de Setembro de 1968 com lugares desanexados das freguesias de Gondar e Orbacém.

## Demografia
A população registada nos censos foi:
| Ano  | 0-14 Anos | 15-24 Anos | 25-64 Anos | > 65 Anos |
| 2001 | 67        | 52         | 224        | 119       |
| 2011 | 38        | 36         | 173        | 116       |
| 2021 | 39        | 17         | 142        | 111       |